# Trichoglottis triflora
Trichoglottis triflora är en orkidéart som först beskrevs av André Guillaumin, och fick sitt nu gällande namn av Leslie Andrew Garay och Gunnar Seidenfaden. Trichoglottis triflora ingår i släktet Trichoglottis och familjen orkidéer. Inga underarter finns listade i Catalogue of Life.